# Морену
Морену (порт. Moreno) — муниципалитет в Бразилии, входит в штат Пернамбуку. Составная часть мезорегиона Агломерация Ресифи. Находится в составе крупной городской агломерации. Входит в экономико-статистический микрорегион Ресифи. Население составляет 55 516 человек на 2005 год. Занимает площадь 192,14 км². Плотность населения — 283 чел./км².

## История
Город основан 11 сентября 1928 года. 

## Статистика
- Валовой внутренний продукт на 2002 год составляет 153 203 000,00 реалов (данные: Бразильский институт географии и статистики).
- Индекс развития человеческого потенциала на 2000 год составляет 0,690 (данные: Программа развития ООН).

## География
Климат местности: тропический.